# Миличиница
Миличиница је насељено место града Ваљева у Колубарском округу. Према попису из 2022. било је 488 становника. Село је брдског типа. По својој површини ово село у Србији заузима треће место, а у читавом ваљевском округу налази се на првом месту, као највеће село у Западном делу Србије. Као што је већ претходно наведено, село припада ваљевској општини и од њега је удаљено око 40 km. Село Миличиница броји око 800 становника.
Име села помиње се у најстаријим списима, тачније у турским дефтерима 1572—73. године.
Овде се налази Црква брвнара, као споменик културе од великог значаја.

## Историја
У 16. веку
Први помен села је забележен у турском попису (тефтеру) за хиџретску 934. годину, тј. 1527/1528. годину по садашњем рачунању времена.

Транскрибован на модерни турски, са османске арабице, унос са 259. странице тефтера TD 144 је гласио овако:
Miliçine-raka karye, Valyeva nahiye - Село Миличина Река, Нахија Ваљево
У 18. веку
У Најперговом попису из 1718, урађеном током двадесетогодишње аустријске власти над некадашњим Смедеревским санџаком, Миличиница је такође уписана као Миличина Река.

## Географија
Село има неповољан географски положај, зато што је доста удаљено од већих градова и главних саобраћајница. Саобраћајна инфраструктура у самом селу је лоша, што додатно отежава комуникацију и приступ градовима. Углавном у селу преовладава макадам, а делови који су асфалтирани су такође у прилично лошем стању, пуни рупа и неповољни за вожњу.
Удаљеност Миличинице од већих градова је следећа:
1. Миличиница-Коцељева-11 km
2. Миличиница-Шабац-45 km
3. Миличиница-Ваљевска Каменица-17 km
4. Миличиница-Ваљево-40 km
5. Миличиница-Коцељева-Београд-90 km

### Рељеф
Миличиница се налази у Влашићу при извору Тамнаве и Уба. Брдско је село. Простире се од Великог белега на југу до Коњског гроба на северу и од речице Брезоваче на истоку до речице Поповице на западу села. Битнија брда су Велики белег на Влашићу, Задел до Црниљева и Шешевица до Каменице, као и Пусула и Оштриковача које се налазе у самом селу. Брда нису висока, али су зато веома стрма и каменита. Село обилује бројним јаругама и долинама што додатно улепшава пејзаж села. Земљиште је од палеозојских филита на којима се налазе богати слојеви кречњака тријанске старости, а можда и млађег.Кречњак је на многим местима денудован и ограничен на мала острвца, тако да средина села Понор представља предивну висораван, поље испуњено вртачама различитог облика. Не сме се заборавити ни поток Понор који на једном крају извире, а под Оштриковачом са јужне стране понире. Сеоске куће су раштркане по целом простору и увучене дубоко у јаруге и долине. Највећи део села се налази на источној страни.

### Клима
На позитивне географско-климатске услове ваљевског краја утичу близина Панонског басена и прелазак из равничарских ка брдско-планинским подручјима, са одређеним степеном континенталности. С обзиром на чињеницу да Миличиница припада Ваљеву и да се налази надомак овог града, не чуди што се и клима овог села подудара са климом Ваљева. Клима читавог ваљевског краја, па самим тим и Миличинице, може се окарактерисати као умерено континентална. Средњи ваздушни притисак износи око 998mb. Средња годишња температура је око 11 °C. Најхладнији месец је јануар (-0,2 °C), а најтоплији јул (21,4 °C). На подручју Ваљева најсунчанији је јул (281,8 часова), а најоблачнији је децембар (68,6 часова).

### Хидрографија
Село је препуно извора. У свакој јарузи има по један или више мањих незнатних изворчића, од којих постају потоци мање врсте. У близини таквих потока су и сеоске куће које се служе водом са тих потока и извора. По Понору има неколико већих извора који личе на врела и то су: Сировљевића бунар, Бранково врело и др.
Од текућих вода у селу су Тамнава, која протиче кроз најшумовитији крај ваљевске Подгорине. Уб извире на источној страни Великог Белега. Река је мала као и Тамнава, али је непресушна и годинама уназад служи мештанима за пиће или појење стоке. Миличиница је речица села која избија из мале пећине испод Остриковаче и улива се у Тамнаву.

## Флора и фауна

### Биљни свет
Миличиница се не одликује посебним квалитетом земље. Село је шумовито, углавном се ради о лиснатом дрвећу. Има појединих делова у селу где се од шуме чак не виде ни куће. Најлепши шумски крај је Велики Белег и све његове косанице. Такође привлачи пажњу и кречњачка стена, а по дну је обрасла особито лепом шумом која се одатле даље простире на север и везује за каменичку Шешевицу.

### Животињски свет
Што се тиче животињског света ови крајеви су познати по разноврсној дивљачи, а неке од најзаступљенијих дивљих животиња су: зец, срна, фазан, лисица, дивља мачка а има и дивљих свиња.

## О постанку села
У литератури је записано да ово село постоји "од Косова". За Косово је везана и легенда о имену овог села. Легенда каже да је Милош Обилић живео у поцерском селу Дворишту и да је имао три сестре: Милицу, Пауну и Доку. Њихови мужеви су заједно са Милошем отишли у бој на Косово. Након што су примиле страшну вест да су њихови мужеви заједно са њиховим братом погинули на Косову свака сестра је у свом селу подигла по једну цркву. По њима су и та села добила своја имена: Миличиница, Пауне и Докмир. Село где је Милица подигла цркву првобитно се звало Миличина црква, затим Миличина река, да би на крају село добило назив Миличиница које се задржало и до данашњих дана.
Као што је већ претходно речено, име овог села налази се записано и у најстаријем турском дефтеру 1572—73. године. Чак се и у једном аустријском документу из 1719. каже да је град побио и село Milicsina река.
У литературама старијег датума може се често појавити и појам џемат. То су у ствари имена насељених места.

## Становништво
Настарија породица овог краја звала се Ружићи, постоји и дан данас. Они се сматрају староседеоцима, пошто се за њих не зна да су се доселили у село. Верује се да су у њему од самог његовог постанка. Данас Ружићима припада око 15 разних презимена (Лајшићи, Јевтићи, Чолићи и др.).
Од досељених породица најстарији су Црнчевићи из Крањана који су досељени из Полимља почетком 19 века. Некада су они били најбројнија породица у селу, али то данас није случај. Након њих су се у ове крајеве доселили Убљани и Кацапци. У старе досељенике који су досељени пред крај 17 века убрајају се Сировљевићи који су се доселили из Херцеговине. Они су током времена мењали своје презиме, па данас постоје под следећим презименима: Павловићи, Тадићи, Крстићи, а има и Сировљевића. Налазе се у Понору. У Миличиницу су се почетком 18. века доселила два брата Лазаревића. Један се настанио поред Црнчевића, а други у његовој близини. Од првог брата су настали данашњи Перићи, а од другог данашњи Јевремовићи, Лазаревићи и Максимовићи. Они су сви међусобно рођаци и славе исту крсну славу Свети Алимпије Столпник. Куће им нису превише удаљене једна од друге, тако да се налазе такорећи у комшилуку.
У самом почетку настанка села, оно је бројало јако пуно домаћинстава и становника како староседелаца, тако и досељеника који су се временом доселили и настанили у ово живописно село. Према подацима који се чувају у сеоској архиви, постоји податак да је село 1948. године имало 2197 становника. Од Другог светског рата полако се смањивао број становника у селу, тако да је данас та цифра далеко мања. Данас према евиденцији овдашњег свештеника Зорана Јаковљевића у Миличиници има 250 домаћинстава са око 750-800 становника. Према овом податку изводи се закључак да једна миличанска кућа има у просеку око троје житеља. Такође, према речима свештеника, ово село је данас веома пусто и напуштено, а разлог томе је чињеница да Миличиница не може да се похвали високим наталитетом, зато што у селу преовладава старије становништво, а младо и радно способно становништво је махом напустило село и настанило се у оближње веће градове као што су Ваљево и Шабац. Томе може да посведочи и сеоска школа која сваке године броји све мање и мање ђака полазника, о чему ће нешто касније бити више речено.
Што се тиче занимања становника, овде су главна занимања земљорадња и воћарство. Становништво се данас претежно бави воћарством, а што се тиче сточарства тиме се баве само да би задовољили своје потребе и да би се прехранили. Овај крај је познат по шљиви, крушки, јабукама, а у последње време мештани се издвајају и по узгоју малине и купине која им у летњим месецима представља главни извор прихода, а преко зиме продају ракију коју су произвели од својих шљива и крушки које обилују у Миличиници и може се слободно рећи да је крај богат тим природним културама. Такође у последње време у селу се мештани почињу интензивније бавити по мало заборављеном граном, а то је виноградарство. Предео је изузетно повољан за гајење винове лозе, па стога и не чуди разлог због кога се становништво окреће ка виноградарству. Управо због тога треба обавезно поменути и назив "Пусула". Заправо реч је о винарији која се налази у овом магичном крају и која се бави производњом врхунских вина. Винарију су подигли Радомир Савић и Јово Микановић чији корени потичу из Миличинице. Винарија је добила име по истоименом брдашцету на ком су 2003. године подигнути засади винове лозе. Виногради су се временом ширили, тако да данас Пусула достиже површину од укупно 16ха. Винарија је за своје винограде изабрала висококвалитетне интернационалне сорте: совињон, шардоне, бургундац црни, каберне, траминац и многе друге. Битна чињеница је и та да се неговањем, брањем и самом обрадом грожђа у винарији бави локално становништво уз надзор стручних технолога. То повољно утиче на само становништво, јер се негује одрживи развој, али и на тако добар квалитет вина јер га обрађују људи који су расли на тлу ове благородне земље, који познају саму земљу и тачно знају на који начин је треба обрађивати и неговати да би им се она одужила на најбољи могући начин, а то је квалитетно грожђе и још квалитетније вино.

## Демографија
У насељу Миличиница живи 776 пунолетних становника, а просечна старост становништва износи 47,4 година (46,3 код мушкараца и 48,5 код жена). У насељу има 313 домаћинстава, а просечан број чланова по домаћинству је 2,92.
Ово насеље је великим делом насељено Србима (према попису из 2002. године).
|  |

| Демографија | Демографија | Демографија |
| Година      | Становника  | Становника  |
| ----------- | ----------- | ----------- |
| 1948.       | 2.197       |             |
| 1953.       | 2.074       |             |
| 1961.       | 1.998       |             |
| 1971.       | 1.747       |             |
| 1981.       | 1.415       |             |
| 1991.       | 1.142       | 1.142       |
| 2002.       | 913         | 918         |

| Етнички састав према попису из 2002.‍ | Етнички састав према попису из 2002.‍ | Етнички састав према попису из 2002.‍ | Етнички састав према попису из 2002.‍ | Етнички састав према попису из 2002.‍ |
| ------------------------------------ | ------------------------------------ | ------------------------------------ | ------------------------------------ | ------------------------------------ |
|                                      |                                      |                                      |                                      |                                      |
| Срби                                 | Срби                                 |                                      | 905                                  | 99,12%                               |
| Румуни                               | Румуни                               |                                      | 2                                    | 0,21%                                |
| Југословени                          | Југословени                          |                                      | 2                                    | 0,21%                                |
| Црногорци                            | Црногорци                            |                                      | 1                                    | 0,10%                                |
| Мађари                               | Мађари                               |                                      | 1                                    | 0,10%                                |
| непознато                            | непознато                            |                                      | 2                                    | 0,21%                                |

| \| \| м \| \| \| ж \| \| ? \| 0 \| \| \| 3 \| \| 80+ \| 7 \| \| \| 16 \| \| 75—79 \| 18 \| \| \| 26 \| \| 70—74 \| 39 \| \| \| 61 \| \| 65—69 \| 48 \| \| \| 64 \| \| 60—64 \| 39 \| \| \| 39 \| \| 55—59 \| 27 \| \| \| 28 \| \| 50—54 \| 30 \| \| \| 17 \| \| 45—49 \| 41 \| \| \| 26 \| \| 40—44 \| 32 \| \| \| 27 \| \| 35—39 \| 21 \| \| \| 16 \| \| 30—34 \| 27 \| \| \| 20 \| \| 25—29 \| 28 \| \| \| 21 \| \| 20—24 \| 17 \| \| \| 24 \| \| 15—19 \| 21 \| \| \| 16 \| \| 10—14 \| 19 \| \| \| 24 \| \| 5—9 \| 22 \| \| \| 25 \| \| 0—4 \| 8 \| \| \| 16 \| \| Просек : \| 46,3 \| \| \| 48,5 \| |      |  |  |      |
| |      |  |  |      |
| | м    |  |  | ж    |
| ? | 0    |  |  | 3    |
| 80+ | 7    |  |  | 16   |
| 75—79 | 18   |  |  | 26   |
| 70—74 | 39   |  |  | 61   |
| 65—69 | 48   |  |  | 64   |
| 60—64 | 39   |  |  | 39   |
| 55—59 | 27   |  |  | 28   |
| 50—54 | 30   |  |  | 17   |
| 45—49 | 41   |  |  | 26   |
| 40—44 | 32   |  |  | 27   |
| 35—39 | 21   |  |  | 16   |
| 30—34 | 27   |  |  | 20   |
| 25—29 | 28   |  |  | 21   |
| 20—24 | 17   |  |  | 24   |
| 15—19 | 21   |  |  | 16   |
| 10—14 | 19   |  |  | 24   |
| 5—9 | 22   |  |  | 25   |
| 0—4 | 8    |  |  | 16   |
| Просек : | 46,3 |  |  | 48,5 |

| Година пописа     | 1948. | 1953. | 1961. | 1971. | 1981. | 1991. | 2002. |
| ----------------- | ----- | ----- | ----- | ----- | ----- | ----- | ----- |
| Број домаћинстава | 344   | 353   | 364   | 395   | 373   | 348   | 313   |

| Број чланова      | 1  | 2   | 3  | 4  | 5  | 6  | 7 | 8 | 9 | 10 и више | Просек |
| ----------------- | -- | --- | -- | -- | -- | -- | - | - | - | --------- | ------ |
| Број домаћинстава | 72 | 106 | 35 | 32 | 30 | 28 | 5 | 3 | 1 | 1         | 2,92   |

| Пол    | Укупно | Неожењен/Неудата | Ожењен/Удата | Удовац/Удовица | Разведен/Разведена | Непознато |
| ------ | ------ | ---------------- | ------------ | -------------- | ------------------ | --------- |
| Мушки  | 395    | 90               | 261          | 34             | 9                  | 1         |
| Женски | 404    | 32               | 267          | 101            | 2                  | 2         |
| УКУПНО | 799    | 122              | 528          | 135            | 11                 | 3         |

| Пол    | Укупно                    | Пољопривреда, лов и шумарство | Рибарство                            | Вађење руде и камена | Прерађивачка индустрија       |
| ------ | ------------------------- | ----------------------------- | ------------------------------------ | -------------------- | ----------------------------- |
| Мушки  | 310                       | 273                           | 0                                    | 6                    | 8                             |
| Женски | 247                       | 243                           | 0                                    | 0                    | 1                             |
| Укупно | 557                       | 516                           | 0                                    | 6                    | 9                             |
|        |                           |                               |                                      |                      |                               |
| Пол    | Производња и снабдевање   | Грађевинарство                | Трговина                             | Хотели и ресторани   | Саобраћај, складиштење и везе |
| Мушки  | 0                         | 0                             | 7                                    | 0                    | 2                             |
| Женски | 0                         | 0                             | 0                                    | 0                    | 0                             |
| Укупно | 0                         | 0                             | 7                                    | 0                    | 2                             |
|        |                           |                               |                                      |                      |                               |
| Пол    | Финансијско посредовање   | Некретнине                    | Државна управа и одбрана             | Образовање           | Здравствени и социјални рад   |
| Мушки  | 0                         | 1                             | 6                                    | 4                    | 0                             |
| Женски | 0                         | 0                             | 0                                    | 1                    | 2                             |
| Укупно | 0                         | 1                             | 6                                    | 5                    | 2                             |
|        |                           |                               |                                      |                      |                               |
| Пол    | Остале услужне активности | Приватна домаћинства          | Екстериторијалне организације и тела | Непознато            | Непознато                     |
| Мушки  | 1                         | 0                             | 0                                    | 2                    | 2                             |
| Женски | 0                         | 0                             | 0                                    | 0                    | 0                             |
| Укупно | 1                         | 0                             | 0                                    | 2                    | 2                             |

## Образовање
Миличиница је у Срезу подгорском, округу ваљевском имала најстарију по постанку школу у западном крају Србије. Школа се налазила у близини цркве, у црквеном потоку. У овој школи је од 1823. до 1826. радио учитељ Јаков Аднађевић из Срема у селу познатији као "Швабо". У том периоду је школу похађало свега пет ученика и сви они су постали свештеници. Учитеља Јакова 1829. замењује Максим познатији као "Грк" који овде остаје до 1838. када се школа гаси. Миличанска општина је тражила дозволу да се у Миличиници отвори приватна школа јер није било услова за државну. По добијању одобрења, на црквеном поседу је саграђена школска зграда у којој је школске 1882/83. почела редовна настава. За време Првог светског рата школа није радила, а по окончању истог поново почиње са радом тек у школској 1919/20. У школској 1930/31. миличанску школу похађа 254 ученика. Следеће школске године јавља се потреба да се отвори нова школа и то је и учињено. Нова школа је отворена у Горњем Црниљеву. За изградњу нове школе искоришћена је већ постојећа стара школа у Миличиници која је порушена и пренета у Црниљево. Након тога у Миличиници остају две школе. Пошто је настављен пораст броја ђака који су похађали школу у Миличиници 1933. донета је одлука да се на Убићу сагради нова школа. У Миличиници је за те потребе срушена још једна стара школска зграда и пренета на Убић. Приликом поделе, ове школе добијају следећи број ученика:
Табела 1: Приказ ученика по годинама школе у Миличиници и школе на Убићу
| Разреди | Миличиница | Убић |
| ------- | ---------- | ---- |
| Први    | 39         | 21   |
| Други   | 30         | 13   |
| Трећи   | 21         | 16   |
| Четврти | 20         | 19   |
| Укупно  | 110        | 69   |

Интересантан податак је и тај да је у јесен 1941. године у миличанској школи била смештена партизанска болница Посавског партизанског одреда. Ово потврђује и спомен плоча на школској згради која је сачувана и до данашњих дана.
Повећани број ученика после Другог светског рата се стално одржава. У школској 1947/48. у миличанској школи има 121 ученик у сва четири разреда, у 1948/49. већ 135 ученика, а у 1952/53. само 68 ученика. Овакво стање задржава се у дужем временском периоду да би у осмој и деветој деценији 10. века дошло до наглог смањења броја ученика. Стање је још израженије у последњој деценији, а о томе нам најбоље могу рећи подаци о броју ученика у школској 1997/98. години.
Табела 2: Подаци о броју ученика у осмој и деветој деценији 20. века
| Разреди | Дечаци | Девојчице | Укупно |
| ------- | ------ | --------- | ------ |
| Први    | 2      | 3         | 5      |
| Други   | 1      | 1         | 2      |
| Трећи   | 1      | 1         | 2      |
| Четврти | 1      | 1         | 2      |
| Укупно  | 5      | 6         | 11     |

Ни данас у 21. веку није ништа боља ситуација. Ђака је из године у годину све мање и мање и село полако изумире. Прошле године, тачније 2014. године је у школи било 11 ученика од предшколског узраста до четвртог разреда основне школе. Функцију учитеља врши Раде Цветиновић који живи у суседном селу.

## Културно-историјске знаменитости
У Миличиници нема пуно знаменитости, али дефинитивно једна од највећих и најзначајнијих знаменитости за мештане јесте стара црква брвнара која се налази у самом срцу села. У близини је основне школе у Миличиници. О цркви има мало писаних података. Први је као цркву помиње у својим списима Јоаким Вујић. Црква је била посвећена Светим апостолима Петру и Павлу. Она је једна од најуспешнијих примера сакралног градитељства осаћанске неимарске школе. Градитељи из Осата из области око Сребренице били су познати по подизању објеката од дрвене грађе. Њиховим радом и залагањем на подручју Ужица, Ваљева, па чак и Београда, саграђен је низ цркава од дрвета које су биле познатије у свету као цркве брвнаре. Најчешће су биле подизане на темељима раније порушених храмова, што је нарочито било видљиво након ратова Османлија. Као материјал је коришћено дрво јер је било најдоступније и најјефтиније, а било га је лако и транспортовати. Осаћани су у обради дрвета достигли веома висок естетски и функционални ниво.
Ктитори и најзначајнији приложници цркава од дрвета подигнутих у предустаничком периоду најчешће су остајали безимени.
Димензије осаћанских храмова су биле скромне. Сем мањег броја ексера ништа више није било коришћено. Олтарски простор, као и цела кровна конструкција били су углавном заобљени, а испод ње је постављен декоративни "лажни свод" који је додатно улепшавао саму цркву и давао јој неку савршеност у естетском смислу. Унутрашња декорација цркве је такође била од дрвета. Ту треба посебно истаћи изузетне уметничке радове, попут резбарених полијелеја, столова, пластике на вратима и на надвратницама, делова иконостаса и др. Све то додатно улепшава како екстеријер тако и ентеријер овог светилишта.
Бројне цркве брвнаре су временом срушене да би се на њиховим местима саградила нова црква која је више одговарала потребама нараслог броја становника. Тада људи нису схватали какву националну баштину на тај начин уништавају и бацају у заборав. И поред тога, цркве брвнаре које су одолеле људској еволуцији и бројним променама су цркве у Дубу, Такову, Вранићу и наравно црква у Миличиници. То је једна од ретких брвнара којој се тачно зна време настанка, а такође се знају и имена градитеља. Темељ цркве је постављен 23. августа 1791. године, а неимар који је започео градњу био је Игњат Петровић. Црква је изграђена 1792. а унутрашња декорација је завршена 1794. године. Пет година касније, тачније 2. фебруара 1799. године цркву је освештао миличански свештеник Јеротије.
Након слома Првог српског устанка, бројне цркве и манастири су били пљачкани и уништавани широм Србије. Миличиница је највероватније избегла такву судбину, јер Јоаким Вујић који је био путописац и који је уз дозволу Милоша Обреновића 1826. године обишао Београдски пашалук није забележио да је била разарана од стране Турака. Вујићево казивање о миличанској цркви брвнари било је следеће: "Црква лежи измежду лепих планина, на једном оцедитом месту. Храм церкве јест Свјати Великомученик Георгиј. Близу церкве јест један исцелителни источник који се зове Двориште, а недалеко од церкве тече река Тамнава. Ова церква держи и мале гунтове, за које Турчину спахији плаћа 10 гроша на годину". Из овог списа се види да је у близини цркве постојао, тачније постоји и данас један мали извор за који се верује да је лековит. Извор се зове "Звекара".
Црква брвнара је била у употреби током читавог 19. века. Временом се због повећања броја верника и њихове економске моћи приступило почетком 20. века изградњи нове цркве. Црква се налази у истом црквеном дворишту у коме се налази и црква брвнара. Посвећена је Светом Георгију. У брвнари се више не врше службе, сем на Петровдан када се одслужи служба у старој цркви којој присуствује велики број мештана како из Миличинице тако и из околине. Такође, по жељи мештана, свештеник може извршити венчање у старој цркви и то је један јако леп догађај који на неки начин поново оживљава цркву брвнару која је понос села Миличиница и њених мештана.
Према легенди коју причају старији мештани у селу је постојала и камена плоча на коју је према предању Марко Краљевић клекао да обедује и да се одмори. На плочи се јасно види отисак колена, коњске копите за коју се верује да је припадала Марковом коњу Шарцу, као и чанак и кашика. Према легенди Марко Краљевић је својим мачем пресекао један део камена и из те шупљине је преко целе године извирала вода чак и у периодима највеће суше. То место је било веома атрактивно и посећено од стране мештана, а и представљало је место где су ђаци из сеоске школе са својим учитељима одлазили на излет. Нажалост, та камен плоча је уништена нехотично док су мештани обрађивали своја имања, али и даље на том месту постоји део плоче као доказ да се догађај заиста и десио и да легенда није никаква измишљотина, већ да је то нешто што се заиста и догодило.

## Галерија
- Црква
- Црква брвнара
- Чесма у школском дворишту
- Спомен Милици, сестри Милоша Обилића
- Зграда школе и црква
- Миличиница - Панорама
- Миличиница - Панорама
- Миличиница - Панорама
- Миличиница - Панорама
- Миличиница - Панорама
- Миличиница - Панорама
- Миличиница - Панорама
- Миличиница - Панорама